# Bernardo da Poschiavo

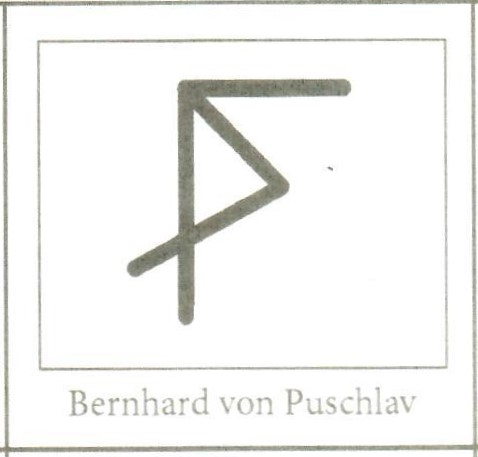
Il simbolo da scalpellino di Bernardo da Poschiavo

Bernardo da Poschiavo o Bernardus von Bosclaf, Bernhard von Puschlav o Wernardus von Puschlav (intorno al 1465 – dopo il 1522) è stato un architetto svizzero che operò nell'epoca tardo-gotica nell'area dei Grigioni.

## Biografia
Attestato dal 1490, come garzone presso Andreas Bühler a Scharans e nel 1522 come capomastro della chiesa parrocchiale di Ramosch. 
Di origini sconosciute, risiedette probabilmente in val Poschiavo dal 1497 ca. 
Fu senza dubbio l'autore delle chiese tardogotiche engadinesi con copertura a volta di Chamues-ch (1505), Chiesa di San Giorgio a Scuol (1516), nella prima, sulla volta della navata vi è un'iscrizione che riporta 1515 per me magistrum Wernardum de puschlafs, nel coro di quella di Scuols l'iscrizione è Anno 1516 . . . narduss Von Buschlaff hatt dass Werck gstelt (opera di ..narduss Von Buschlaff).
Gli sono attribuiti anche la chiesa delle SS. Barbara e Caterina a Zuoz (1511), la chiesa di San Biagio a Tschlin, la chiesa di San Batrumieu di Madulain e l'antico santuario e la chiesa dell'ospizio di San Gaudenzio a Casaccia (1518), ora in rovina. 
Bernardo da Poschiavo fu autore di edifici poco raffinati e a volte poco curati nell'esecuzione, ma impressionanti per la generosità delle dimensioni.